# Anna Rust
Anna Rust (3 de mayo de 1995) es una actriz checa nacionalizada británica, reconocida principalmente por sus papeles en las producciones Legends, Carnival Row, Ophelia, The Brothers Grimm y The Zookeeper's Wife.

## Filmografía[5]

### Cine y televisión
| Año  | Título                   | Papel               | Notas       |
| ---- | ------------------------ | ------------------- | ----------- |
| 2019 | Carnival Row             | Fleury              | 7 episodios |
| 2018 | Ophelia                  |                     |             |
| 2018 | Battlefield V            | Voz                 |             |
| 2017 | Interlude in Prague      | Hana                |             |
| 2017 | Star Wars Battlefront II | Voz                 |             |
| 2015 | Legends                  | Khava Bazaeva       | 3 episodios |
| 2014 | Crossing Lines           | Ammelie Weurfel     |             |
| 2013 | The Missionary           | Madre del embajador |             |
| 2013 | Bloody Night             | Anna Bella          |             |
| 2005 | The Brothers Grimm       | Hermana Grimm       |             |
| 2002 | Doctor Zhivago           | Katya               |             |